# Saint-Didier, Ille-et-Vilaine
Saint-Didier är en kommun i departementet Ille-et-Vilaine i regionen Bretagne i nordvästra Frankrike. Kommunen ligger i kantonen Châteaubourg som tillhör arrondissementet Fougères-Vitré. År 2022 hade Saint-Didier 2 030 invånare.

## Befolkningsutveckling
Antalet invånare i kommunen Saint-Didier
Referens:INSEE